# Lythria effusata
Lythria effusata är en fjärilsart som beskrevs av Barend J. Lempke 1934. Lythria effusata ingår i släktet Lythria och familjen mätare. Inga underarter finns listade i Catalogue of Life.